# ウルトラマンギンガ
『ウルトラマンギンガ』は、円谷プロダクションが制作した特撮テレビドラマの作品名およびその劇中に登場する主人公が変身した巨大変身ヒーローの名前である。
キャッチコピーは「君が、ヒーローだ!!」。
2013年7月10日から8月14日までと11月20日から12月18日までの2期、『新ウルトラマン列伝』内において全11話が放送された。また、2013年9月と2014年3月に劇場作品のイベント上映が行われた。

## 概要
円谷プロダクション創立50周年記念作品。ウルトラシリーズの地上波全日帯テレビ番組としては『ウルトラマンメビウス』以来となり、初のハイビジョン制作および完全地上デジタル放送作品でもある。『新ウルトラマン列伝』内での放送であるため、主題歌は同番組と共通であり、オープニングタイトルにも同番組のロゴが使用されている。なお、初回放送日である7月10日は、『ウルトラマン前夜祭』が放送された日である「ウルトラマンの日」であった。
主人公はウルトラマンギンガのほか、歴代シリーズのウルトラ戦士や怪獣・宇宙人に変身できる高校生で、彼を取り巻く人物もほぼ高校生のみで構成されている。シリーズでは初めて地球防衛組織などが登場しない作品でもある。舞台となるのは現代の日本にある地方都市で、ウルトラ戦士や怪獣の存在・その戦いが一般には認知されておらず、主人公は地球や宇宙を守るという広い使命感ではなく、身近な人を守るという狭い動機で戦っている。「夢」をキーワードに、高校生の青春の悩みや進路、ひと夏の思い出などを描いたジュブナイルファンタジーを強めた作風となっている。監督のアベユーイチは高尚な作品ではなく、身近で親しみの湧く作品とすることを意識したという。
全体的なストーリーは前期（2013年7月10日から8月14日）、映画第1弾、後期（同年11月20日から12月18日）、映画第2弾という形で構成される。物語上は前期が夏休み、後期が2学期開始以降、劇場版は前期後期それぞれの後日談となっており、主要登場人物の服装も前期と後期で異なっている。『ウルトラセブン』以降の歴代シリーズのように1年間4クール分の新作エピソードを制作することは困難であったため、『新ウルトラマン列伝』内の放送で放送枠の確保や費用の問題を解決し、制作は劇場スペシャルを含めて13本に絞られた。商戦期やイベント期に集中して放送する形で展開され、放送休止期間にも劇場スペシャルの公開や『新ウルトラマン列伝』内で本作品に関連した総集編や関連キャラクターを紹介するエピソードなどを放送することで、継続性を維持している。2014年2月26日には最終話の後日談となる番外編も放送された。このほか、初めてTBS系列から離れた地上波放送となったため、リスクの回避などの理由から、テレビシリーズのウルトラシリーズでは初めて劇場版作品や海外シリーズなど一部の作品で見られた製作委員会方式が導入された。
1班編成のスタッフであることから、本編ドラマ部分を4月上旬から5月上旬に撮影し、ヒーローや怪獣の特撮部分を5月中旬から6月下旬に渡って集中して撮影するという手法が採られた。
降星小学校のロケ地となったのは京王永山駅付近にある廃校になった北貝取小学校で、体育館での合成用グリーンバック撮影、屋外ロケのリハーサルやジャンキラーのコクピット撮影、職員室がスタッフルーム、保健室がキャストの控え室にも使用されている。ストーリー後期の小学校の敷地に閉じ込められるという展開は、総予算を組む中でロケーション費用を抑える必要が出てきたため、『漂流教室』のような世界観となり、条件を勘案して、撮影場所を一つに絞るという結論を逆手に取り、ワンスポットで起こる物語となったものであった。それ以外のシーンは相模湖の湖畔のみで撮影され、番外総集編は『ウルトラマン列伝』のチームが京王多摩センター駅前で新規撮影したものとなっている。撮影は話数ごとではなく、監督や撮影現場の都合に合わせてバラバラに各シーンが撮影された。
本作品の特撮セットは日活撮影所に組まれ、当初はウルトラ戦士と怪獣の特撮カットは『大怪獣バトル ウルトラ銀河伝説 THE MOVIE』のようにグリーンバック撮影による実景との合成で描かれる予定であったが、より魅力的にキャラクターの格闘という特性を表現することを考慮し、従来のようにミニチュア撮影に変更された。小学校が物語の中心となっている本作品では、怪獣に市民が気づいたりするなどの描写を描くには、エキストラが大量に必要となることから、一般の人たちがウルトラマンと怪獣のバトルに気付かないようにするため、人知れず山中や山間で戦うウルトラマンという筋立てとなり、歴代シリーズで普通だった40メートルから50メートル程度のサイズ設定のままではキャラクターが建物よりも大きすぎてしまい画面構成がしづらいため、ウルトラマンギンガはギリギリのサイズ感を狙って20メートルから30メートル程度（ゲストのウルトラ戦士も本作品内では同サイズ）を想定し、特撮用のミニチュアも体長の変化に合わせて従来より大きめに作られており、山林や車両、鉄塔を上手く利用して山林でのバトルを展開するものとなった。また、予算の都合もあり、異空間感を高めるために巨大戦では青空のホリゾントは使用せず、空の奥行きを照明効果で表現されているが、照明による青空の効果は不自然となることから、ナイトシーン以外は終始グレーの曇り空で埃の舞う独特な空間となった。
企画初期の構想では、『ウルトラマンガイア』が15周年となることから、大学生を主人公としたうえで同作品の主人公・高山我夢も大学教授として登場させる案が存在した。このほか、学校が舞台であることから小学生や中学生を主人公とする案もあった。シリーズ構成の長谷川圭一は、前年まで放送されていた『仮面ライダーフォーゼ』で高校生が主人公であったことから本作品では主人公を中学生とすることで差別化を考えていたが、主な視聴者は児童層であることから、自分たちとは年齢が近いのはイメージの矮少化につながるため、最終的にはジュブナイルと視聴者事情のギリギリの兼ね合いから小学生や幼児たちが憧れを持てる世代として、子供なりに背伸びをして、どこか大人の雰囲気を感じさせる高校生を選んでいる。
最終話の放送後に放送された番外編は、映画第2弾の宣伝を兼ねて『ウルトラマン列伝』で総集編をすることとなり、新撮部分を多くした新作のエピソードのような総集編となり、このような手法は後年の作品でも取り入れられたものとなっている。
2014年7月より、続編となる新シーズン『ウルトラマンギンガS』が全16話に渡って放送された。
『劇場版 ウルトラマンオーブ 絆の力、おかりします!』公開以降、本作品以降のウルトラ戦士は関連商品やゲームなどで「ニュージェネレーション」もしくは「ニュージェネレーションヒーローズ」と呼ばれるようになっている。

## あらすじ
遥か昔、すべてのウルトラ戦士と怪獣・宇宙人は、銀河の彼方で激しい戦いを繰り広げていたが、何者かが謎のアイテムダークスパークを使い、ウルトラ戦士や怪獣たちを小さな人形スパークドールズに変えてしまう。そしてスパークドールズは宇宙に散らばり、その幾つかはウルトラ戦士や怪獣・宇宙人が存在しない世界の地球へと流れ着く。
それから1000年後の2013年。17歳の高校生礼堂ヒカルは予知夢に導かれ、夏休みを機に7年ぶりに生まれ故郷の降星町へ帰ってきた。ヒカルはその町でスパークドールズを使用者と一体化させ一時的に巨大な姿へ戻す力を持つギンガスパークを手に入れる。そして、スパークドールズにされたウルトラマンタロウと出会い、自分が「選ばれし者」だと知る。
やがて悪意を持った人々がスパークドールズと一体化（ダークライブ）し、怪獣となって暴れ出した。ヒカルは大切なものを守るため、ギンガスパークとスパークドールズでウルトラ戦士や怪獣に変身（ウルトライブ）して戦いに赴く。

## 登場人物

### 主人公とその仲間たち
『ギンガS』以降の動向は「ウルトラマンギンガS#登場人物」を参照
礼堂 ヒカル（）
本作品の主人公。冒険家を夢見ている高校2年生。17歳。1996年7月10日生まれで、血液型はA型。ギンガスパークを駆使し、ウルトラマンギンガや様々な怪獣に変身することができる。
ロックミュージシャンの両親とともに世界中を旅していたが、不可思議なビジョンを見たことで生まれ故郷の降星町へと帰ってくる。銀河神社の祠に御神体として祀られていたギンガスパークを手にした際、右手の甲に「選ばれし者」の紋章が現れ、さらにスパークドールズとなったウルトラマンタロウとの出会いをきっかけに自身が「選ばれし者」であることを知り、平和を守るための戦いに立ち向かうことになる。当初は夏休みの間だけ降星町に滞在する予定だったが、黒幕の正体が掴めなかったため以降も滞在し続けている。
挑戦心と正義感が人一倍強く、温厚で素直な性格の持ち主だが、同時に隠し事が下手でつい本音を漏らしてしまうところから、相手を傷つけてしまうこともある。美鈴のことを異性として意識しており、全力で彼女を守ろうとする行動も多い。特技はサッカーで、第1話、第6話などで披露されている。また劇中では語られていないが、好物は茄子カレーで、苦手な食べ物は蒟蒻である。
他の仲間たちが後期で制服姿になったのに対し、ヒカルだけは外国から帰ってきたとの設定上、後期でも私服のままである。
ルギエルとの最終決戦後、ギンガからの言葉を胸に今度こそ両親の待つイギリス・ロンドンへと帰って行く。ギンガスパークはそのまま持っており、『新ウルトラマン列伝』ではこれと銀河神社から見つかった巻物『超人銀河秘伝の書』を使って怪獣のことを勉強している。
- 企画初期は「ウルトライブ」の名称が決定する前に「ウルトライド」や「ウルトライズ」という案が存在しており、ヒカルの苗字「礼堂」も「ライド」に由来しており、「ヒカル」という名前もコンセプトの「光るウルトラマン」というイメージから付けられた。
- 当初はソフビで変身するため、オタクな大学生という案もあった。

石動 美鈴（）
本作品のヒロイン。降星高校に通う高校2年生でヒカルの幼なじみの一人。17歳。物語開始当初ヒカルが変身できることを唯一知っている少女で、和菓子職人を夢見る。夏休みは銀河神社で巫女のアルバイトをしているが、たまにお供え物をつまみ食いしていたという。
好奇心旺盛で、ヒカルよりも前にウルトラマンタロウ（SD）と会っていた。ヒカルに好意を寄せている節があり、彼に道を示すことが多く、タロウとは異なる形で彼の相棒的存在となっている。父である誠一郎に対しては仕事でなかなか会えないこともあって複雑な感情を抱いており、和菓子作りを始めたのも母の味を思い出してかつての父に戻って欲しいという願いから来ている。
第8話ではギンガスパークを奪われ変身不能に陥ったヒカルを助けたいと銀河神社の祠に願いギンガライトスパークを入手、レッドキング（SD）にウルトライブして戦う。続く第9話でも、健太や千草と共にジャシュライン（SD）にウルトライブして戦うが、その後現れたウルトラマンダーク（SD） / ウルトラセブンダーク（SD）の正体が自分の父・誠一郎と知って衝撃を受け、彼を拒絶する。その後、第10話でナックル星人グレイ（SD）によってその心の隙を突かれスーパーグランドキング（SD）にダークライブしてしまう。自らの意識に入ってきたヒカルに対し今までの胸の内を吐露し決別を図るが最終的には仲直りし、ヒカルと共にギンガと一体化してスーパーグランドキング（SD）を倒し、その後誠一郎とも和解する。
番外編では、創作和菓子コンクールの作品づくりに専念するため健太たちとはしばらく会っていないことが語られる。

渡会 健太（）
ヒカルの幼なじみの一人で、美鈴たちと同じく高校2年生。17歳。実家は町の小さな写真館で、プロカメラマンを目指す少年。物語開始時はモチベーションを維持できず夢をあきらめたと公言していたが、第3話での出来事を機に自信を取り戻す。第5話では他の3人がギンガの秘密を知ったことで仲間外れにされたと勘違いし、バルキー星人（SD）によって出現したダークダミースパークにより闇の力に魅入られそうになってしまうが、ヒカルの熱い説得と鉄拳制裁を受けて正気に戻り、その後ヒカルが変身できることを知る。第9話では、美鈴や千草と共にジャシュライン（SD）にウルトライブして戦う。続く第10話ではギンガライトスパークを手に入れ、ウルトラマンティガ（SD）にウルトライブして戦う。
番外編では千草と共に主人公を務める。千草のオーディション用写真を撮っている際にマグマ星人（SD）と遭遇。マグマ星人によって千草が再び闇に魅入られそうになった時は、「自分がカメラマンになってアイドルになった千草の写真を取る」という夢を語って励ます。再び手にしたギンガライトスパークの力でウルトラマンティガ（SD）にウルトライブし、マグマ星人（SD）がダークライブしたゼットン（SD）と対峙する。

久野 千草（）
美鈴・健太と同じく高校2年生でヒカルの幼なじみの一人。17歳。アイドルになることを夢見る少女で、プロカメラマンとなった健太に自分の写真を撮ってもらいたいらしい。ヒカル曰く「特徴的な声」。第4話ではグラビア撮影のモデルを引き受けることとなった美鈴への嫉妬心から、ラゴン（SD）にダークライブして美鈴に襲いかかるが、ヒカルと美鈴の説得およびヒカルがウルトライブしたギンガのギンガコンフォートを受けて元に戻り、それを機にヒカルが変身できることを知る。第9話では、美鈴や健太と共にジャシュライン（SD）にウルトライブして戦う。続く第10話ではギンガライトスパークを手に入れ、ウルトラマン（SD）にウルトライブして戦う。
番外編では健太と共に主人公を務める。アイドルオーディションに応募するため念願だった健太による写真の撮影を受ける。しかしそこでマグマ星人（SD）に遭遇。彼の口車でまたも闇に引きずり込まれかけるが、健太の言葉でそれを振り切り、再び手にしたギンガライトスパークの力でウルトラマン（SD）にウルトライブ、健太と共にゼットン（SD）に立ち向かう。

一条寺 友也（）
第2話より登場。
大企業・一条寺コンツェルンの御曹司で、半年ほど前に降星高校へと転校してきた高校2年生。17歳。「人間嫌い」と言われるほど他人と交われない無愛想かつ無口な性格だが、話す時は常に敬語を使う。ヒカルと銀河神社の御神体＝ギンガスパークのことを知っているが、その正体はバルキー星人（SD）と結託しているダークダミースパークの持ち主で、ガンパッドでジャンキラーを操りギンガに襲いかかる。戦闘でギンガの活動限界を見抜いたほか、正体を隠すためダークダミースパークを手にした健太をジャンキラーのコクピットに乗せたこともある。
実は、あらゆる物事をこなせる天才児であるがゆえに「自力で何でも叶えられるから」という理由で夢を持っておらず、過去に父から「そのような者に（自分の）後を任せるつもりはない」と指摘されたことで、叶いもしない夢を持つ人間を憎んでいる。ギンガを倒そうとしたのもそれが理由であったが、第6話で「ウルトラマンギンガを倒すことを夢にしろ」と提案したヒカル＝ギンガに敗れダークダミースパークを破壊されたことで簡単に叶わないことがあると知る。そしてジャンナインの覚醒と共に、自分以外の敵にギンガを倒されたくないという理由で味方に付く。それからは多少ながらも態度が軟化していく。
ナックル星人グレイ（SD）からは、もう一度仲間にならないかと誘われたことがあるが、既に仲間がいるとして断っている。
ルギエルとの決戦後、相棒であるジャンナインと別れ、ガンパッドに蓄積された情報を元に怪獣の研究をしている。
『劇場スペシャル』では「ジャンファイト・ツーダッシュ」の掛け声を発してジャンスターをジャンナインに変形させる。

### 降星町の人々
礼堂 ホツマ（）
ヒカルの祖父で、銀河神社の神主。62歳。ヒカルが降星町に帰ってくる1か月前、火事で神社の社殿が全焼してしまい、今は廃校となった降星小学校の音楽室に社を移し、代々礼堂一族に伝わる御神体を守っている。ヒカルと同じく「選ばれし者」の紋章が右手の甲にあり、タロウのことも知っている。
終盤になるにつれて物語の謎の核心にかなり近づき、「異形の手のモノ」の正体をも突き止める。美鈴たちにジャシュラインのスパークドールズを手渡した後、白井に憑依したダークルギエルを追い払うべく念を送り、ギンガサンシャインの効果もあって彼女を救うが、完全には分離できておらず再びルギエルに支配された白井が解き放ったダークスパークの力によって意識を失う。しかしルギエルに必死で抵抗する彼女の姿を見て「やっぱりあなたは強い人だ」と安堵の表情を浮かべる。
- 名前は演じる津川雅彦の提案によりホツマツタヱに由来する。

白井 杏子（）
廃校となった降星小学校の元校長。56歳。降星小学校の校歌は彼女が作詞したものである。ヒカルの祖父・ホツマが神主をつとめる銀河神社が火事で焼けてしまったため、学校の音楽室を神社に提供している。
第7話においてダークガルベロス（SD）を目撃し怪獣の存在を知り、さらにナックル星人グレイ（SD）から異形の手のモノが小学校に潜伏しているという事実を知らされる。また第8話では一の谷建設による学校解体を阻止するため、一条寺コンツェルンに資金援助を申し出ていたことが友也の口から語られる。
本人は無自覚だったが、実は銀河神社での火災発生時にダークスパークを手にした影響でダークルギエルに憑依され「異形の手のモノ」と化して暗躍しており、第10話でその事実をホツマから告げられ、彼とギンガサンシャインの影響によって分離されたかに見えたが、最終話で再び意識を支配されてルギエルの完全復活を許してしまう。しかし降星小を巣立っていった者たちを守りぬくという信念がダークスパークをギンガライトスパークに変換し、ルギエルの呪縛から解放される。

柿崎 太一（）
降星町の交番巡査。35歳。あだ名は「カッキー」。美鈴からは「カッキーさん」と呼ばれている。降星小学校の卒業生で、普段から校歌を口ずさんでいる。一人称は「自分」。
第1話の時点からヒカルたちや事件の当事者以外に怪獣の存在を知る数少ない人物だが、ヒカルが変身できることを知ったのは第7話のことである。
幼なじみの大里剛からは「太一」と呼ばれている。第5話のみ未登場。

山田（） / 木村（）
降星町で問題になっている不法投棄を行っていた廃品回収業者。第1話では降星山で不法投棄を行っていたところ、たまたま居合わせたヒカルに見咎められたため彼に暴行するが、柿崎に見つかり逃亡。その後バルキー星人（SD）に目を付けられサンダーダランビア（SD）にダークライブ、ギンガの初戦の相手となる。続く第2話ではホツマによる憑き物落としを受け、木村が「金が欲しかった」と白状し、共に二度と悪事を働かないと誓う。
最終話ではヒカルたちの無事を確認すると安堵の表情を浮かべ、山田の「植物学者になって、この町を花でいっぱいにする」という夢を叶えるために二人で町のゴミ拾いのボランティアをしていることを伝える。

矢神（）
楽しいという理由でバイクに乗って執拗に人々を追い回し、怪我を負わせる事件を頻発させた男。ヒカルたちを追い詰めた後、サッカーボールをぶつけてきた美鈴に迫るが、ヒカルとタロウのウルトラ念力、そして駆けつけた柿崎によって失敗し、柿崎を自転車ごと転倒させて逃亡する。翌日、ヒカルたちを待ち伏せしていたところ、バルキー星人（SD）によって闇に魅入られ、ケムール人（SD）にダークライブする。夜の降星小で美鈴を追いかけ回し恐怖を味わわせる悪行を働くも、ギンガとの戦いではギンガから逆にどこまでも追跡されるという皮肉な末路を辿り倒され、反省する。
最終話ではバイクで世界一周をするという夢を掲げる。

菅生 ユウカ（）
かつてファッションデザイナーになるという夢を持っていたが、何らかの経緯で夢破れ「叶いもしない夢を持っても後悔するだけ」という思想を抱くようになっていた。第3話で花火を買いに来ていた健太と千草に出会いそこで意気投合、久しぶりに母校である降星小へとやって来る。しかしそれ以前の時点でバルキー星人（SD）によって闇の使者と化しており、降星町内で連続放火事件を数多く起こしている。降星小をも燃やし尽くしてしまおうと火を放つが、ヒカルがライブしたケムール人（SD）によって阻止されキングパンドン（SD）へとダークライブ。夢を追いかける健太やヒカルをけなすが、その歪んだ持論を否定され敗北。放火を犯した理由を「寂しかったから」と呟き、憑き物が落ちたかのように泣きながら健太たちに謝罪する。
その後は降星町内にある実家へ戻り、再び夢を追いかけるため勉学に励んでいることが最終話で明らかになる。
- 名前は『ウルトラセブン』で初代パンドンを操っていた幽霊怪人ゴース星人に由来する。

大里 剛（）
第7話より登場。
かつて「マッドドッグ大里」の異名を持ち、スーパーフェザー級全日本チャンピオンの座を勝ち取ったプロボクサーだったが、その直後賭博事件に関与していることが発覚し、追放されるかのように引退、そんな自身を「負け犬」と自嘲している。その心の闇を衝かれ第7話ではダークガルベロス（SD）にダークライブさせられている。続く第8話でも「夢は見ている時が楽しいだけ」とヒカルたちの夢に対する考えを否定するが、純粋に夢を追いかけるヒカルの言葉に感化され、ナックル星人グレイ（SD）からギンガスパークを取り返そうとしていた友也たちのピンチを救う。最終話で賭博事件に関わったことを後悔すると共にボクサーの夢を再び掲げ、柿崎にそれを伝える。
柿崎とは母校の降星小学校時代からの友人であり、互いに夢を語りあう仲で、柿崎からは「剛ちゃん」と呼ばれている。

石動 誠一郎（）
第7話より登場。
美鈴の父。桑原・黒木と降星小周辺の地質調査を行っている最中に、娘たちと同じく時空の歪みに閉じ込められてしまう。昔から仕事が多忙で中々娘に会えないらしく、そのためいつしか仕事ばかりを優先するようになっている。経緯は描かれていないがダークダミースパークを手にし、第9話においてウルトラマンダーク（SD） / ウルトラセブンダーク（SD）にダークライブし一度はヒカルに勝利する。その後倒れたヒカルの夢の中で、美鈴のためと自らを正当化した上で仲間になるよう誘うが断られ、再戦するも敗れる。その後正体を知った美鈴にも拒絶されるが、続く第10話では美鈴がスーパーグランドキング（SD）にダークライブしてしまったことを知り自分の責任だと反省、ギンガライトスパークを手に入れウルトラセブン（SD）にウルトライブして戦い、最終的に美鈴と和解する。

桑原 伸吾（）
第7話より登場。
建築デザイナー。完璧思考かつ極度の潔癖症で、仲間である黒木にも「神経質な男」とあきれられるほど。事あるごとに「不」を付けて話すのが口癖。第8話では降星小から抜け出したいあまりナックル星人グレイ（SD）に命じられるままギンガスパークを盗み出したが、その後彼に切り捨てられザラガス（SD）にダークライブさせられる。
最終話では黒木の提示したリゾート開発撤回に賛同している。第9話のみ未登場。

黒木 知美（）
第7話より登場。
一の谷建設の開発本部長。非常に短気な性格で、相手の態度や発言が気に入らないと（高校生とはいえ）子供相手でもムキになる。降星小を解体し、複合型リゾートの建設を目論んでいたが、ザラガス（SD）出現の際、石動誠一郎に計画は白紙と一方的に告げて校舎を去り、自分だけ逃げ出そうとしたところをナックル星人グレイ（SD）に見つかり、アントラー（SD）にダークライブさせられる。
最終話では学校を心配してやって来た卒業生たちの姿を見て、リゾート開発計画の撤回を考え始めている。

## ウルトラマンギンガ
ヒカルがギンガスパークとギンガのスパークドールズによって変身（ウルトライブ）するウルトラマン。後に『ウルトラマン列伝』内で「遥か未来から来たウルトラマン」であることが度々語られるなど、その存在は目の当たりにしたタロウをはじめ、それまでのウルトラマンたちには知られていなかった。タロウ同様に独立した意思を持ち、ウルトライブした状態でヒカルとある程度会話も可能だが、自分から多くを語ることはほぼない。
頭部・胸部・両腕・両足に大量のプラズマエネルギーを蓄積した水色のクリスタルを備え、発動する必殺技によって異なる色の輝きを放つのが特徴である。
ギンガのスパークドールズはヒカルの勇気が満ちた時にギンガスパークの中から出現し、ウルトライブが可能になる。そのため、いつでもギンガにライブできるわけではなく、当初は怪獣へのライブを経てからギンガにライブしていたが、第6話以降はギンガに直接ライブできるようになっている。変身ポーズはスパークドールズリード時のポーズに似た腕を組むようなポーズであったが、『ギンガS』では従来のウルトラマンたちと同様に右腕を突き上げるポーズをとり、変身時には「ギンガー！」と名前を叫ぶようになる。
活動時間は3分間で、それ以上の一体化はヒカルの生命に危機を及ぼす。カラータイマーが消えると強制的にライブが解除され、ヒカルを残して光の粒子となって消えてしまう。戦闘力は高く、並みいる怪獣たちをほとんど苦戦せずに倒しており、ジャンキラーや闇のウルトラ戦士たち、そして因縁の相手であるダークルギエルといった相応の強敵が相手でない限り、カラータイマーが点滅してもピンチに陥ることはない。
ルギエルとの決戦後はヒカルと分離し、彼にもっと地球を冒険することを薦め、他のスパークドールズたちとともに地球を去る。その後、番外編では最終話で取り残されて途方に暮れていたマグマ星人（SD）たちを連れ戻すため、地球圏に再来している。
『ギンガS』では、地底世界のエネルギー結晶体ビクトリウムを狙うチブル星人エクセラー（SD）による地球侵略によって危機に陥ったヒカルの意志に応えて地球を再訪し、彼と共に新たな脅威や再び蘇ったダークルギエルに立ち向かう。
ダークルギエルとは同じ未来の時間を持つ世界から来た、対であり1つの存在であり、「永遠の命＝後世へ受け継がれていく命の繋がり」という命題に対し、それを信じた者がギンガ、受け入れられなかった者がルギエルとその命題を分岐点に分裂した「光」と「影」であることが、最終決戦後に語られる。ビクトルギエルとの決戦以降、ヒカルとは分離していない。
『劇場版 ウルトラマンギンガS 決戦!ウルトラ10勇士!!』では、アレーナがエタルガーに偽りの記憶を植え付けられていたため、彼女の故郷である惑星ザントを滅ぼしたという無実の罪を着せられる。
- 物語の終局まで正体が不明という設定やほとんど喋らないという描写は、出自が明確でよく喋るウルトラマンゼロとの差別化が意識されている[3]。
- ウルトラマンに変身するという行為に特別感を出すための縛りとして、当初は怪獣にまず変身してからでないとギンガになれないという二段変身という設定となった[7]。だが、主人公が怪獣に変身してから変身アイテムとソフビを持つわけには行かないため、変身後の主人公がウルトラマンや怪獣の中にいるような演出となり、インナースペースという設定が生まれた。しかし、それではウルトラマンというロボットに主人公が乗って操縦しているように見えるということから、ウルトラマンの「神秘性」を根本から揺るがすことが懸念されたが、初代『ウルトラマン』第1話のように主人公とウルトラマンが異空間で対話するシーンの最新版と解釈し、変身後の主人公の意識をビジュアル化したものが「インナースペース」という設定となり、後のウルトラシリーズでも定番化していくこととなった[7]。撮影は、ヒカル役の根岸がプロジェクターに映し出された画像の前で演技をしたものをビデオ撮影している[11]。
- 身長は具体的な数値が設定されていないが、怪獣が小学校の周辺にしか出現しないという設定から、撮影上は小学校の校舎や森との対比から20メートルから30メートル程度のイメージで描写されており、最終回で本来のウルトラマンのサイズとなっている[出典 4]。
- ギンガの回転しながら着地する描写は銀河系をイメージしている[3]。
- デザインは七色発光LEDの使用を前提に描かれた[24]。デザインのキーコンセプトは「七色に光るウルトラマン」で、ウルトラマンゼロがセブン系のデザインであったことから、フィギュア化を見据えて光るクリスタルを各所に配置した初代ウルトラマンタイプのシンプルなデザインがベースのものとなった[出典 5]。特に冒険したデザインという意識はなく、現代風に初代を描くとこうなるだろう、というイメージだというが、ゼロと同様に目の表情が角度によって変わるようにという意図は込めているという[27]。従来の曲線が多いラインから変えて、少しエッジを効かせた直線でまとめている[27]。デザイン画では太腿や背面の肩甲骨にもクリスタルが備わっていたが、回転したり寝転がる際に危険であったり、素材の伸び縮みが激しい部分のため、外れたり切れたりする可能性が高いことから、スーツでは省略された[25][26][27]。
- クリスタルはソフトビニール製。当初は胸と目の部分だけが光る予定で技の発動時に腕や脚部が光るイメージを想定していたが、スーツチェックの際に監督のアベが全身が光るというのを提案したが、アクション時に基盤が当たってしまうため、手足には基盤を入れず、実際に光っているのは頭と胸のみとなっている[28][7]。撮影用のスーツやマスクには発光用のスイッチは付いておらず、外部からリモコンで操作する仕掛けとなっている[7]。
- ギンガの掛け声は、「タイム」や「イヤー」など時間に関する単語となっており、「ショーラ！」という掛け声は「将来」を意味するものとなっている[23]。
- 「光るウルトラマン」というコンセプトのイメージから、従来のソフビと同じサイズ感の玩具「光の超戦士シリーズ」を発売し長期のシリーズ化を目指していたが、ソフビとは全く異なるシリーズと受け取られたため、短期間で終了してしまったという[7]。

### 装備
ギンガスパーク
スパークドールズと化したウルトラ戦士や怪獣に漲る光のパワーを解放し、一時的に元の姿に戻し、使用者と一体化（ウルトライブ）させるアイテム。タロウいわく「闇の呪いを解く唯一の希望」。光の国で語り伝えられてきた神秘の道具だが、いかなる経緯か銀河神社に御神体として祀られており、タロウによって発見された。
銀色の短剣のような形をしており、側面にあるスパークブレードを展開した変身モードと、閉じた召喚モードの2形態をとる。前者はギンガへの、後者は他のウルトラ戦士・怪獣へのウルトライブに対応している。
先端にあるスパークリーダーでライブサインをリードすると「ウルトライブ！（ウルトラ戦士・怪獣名）！」と発声され、その状態でトリガーを押すと銀河状の光に包まれて変身が完了する。この際、変身モード時には柄にあるスパークフェイスカバーが展開してギンガの顔を模したスパークフェイスが出現する。
スパークドールズを探知する機能もあるほか、手持ち武器としても使用でき、ダークスパークウォーズのイメージシーンではギンガが使用しているほか、『新ウルトラマン列伝』第13話ではヒカルも使用してイカルス星人（SD）を撃退している。
何らかの力で守られているらしく、策略のために盗もうとしたナックル星人グレイ（SD）はギンガスパークに直接触ることができなかった。また、イカルス星人（SD）もギンガスパークに触れた直後に吹き飛ばされている。しかし、普通の地球人が触った場合は悪意があっても吹き飛ばされていないため、守る基準は悪意の有無ではないことがうかがえる。
ギンガが地球を去った後も引き続きヒカルが所有しており、『ギンガS』にて再び使用されている。
変身ポーズは変身モード時と召喚モード時で異なる。前者の場合は胸元でギンガスパークの先端にスパークドールズを立てる形でライブサインをリードし、そのまま光に包まれる。『ギンガS』ではスパークドールズを立ててリードするのは同じだが、伸ばした両腕を8の字を描くように振り、正面でリード後に高く掲げると共に「ギンガー！」と叫ぶようになった。スパークドールズのリードを省略してライブした時もあるのに対し、後者の場合はライブサインをリードした後、ギンガスパークを高く掲げてから光に包まれる。怪獣にライブする際はウルトラマンと同様、ライブする怪獣が右腕を突き上げる変身ポーズをとることもある。
- 従来のウルトラシリーズの変身アイテムには具体的なモチーフを入れたものがなかったが、ウルトラマンダイナのリーフラッシャーに顔が付いてあったのが印象的だったため、顔を入れたものとなり、ギンガの顔をベースにデザインしている。「光る」というコンセプトのため、光る前は地味に、光ったら派手に見えるように意識しているため、発光部分の窓が閉じている時は小さくなっている。スライド部分用の溝は玩具のようになってしまうため、それを目立たせないように中央の黒いラインにデザインを落とし込んでいる。また、初代ウルトラマンのベーターカプセルのように渋めの色味にしている。

ギンガスパークランス
ギンガスパークが槍状の武器に変形した形態。エネルギーを放つことも可能。最終話でダークルギエルとの戦いに使用した。この時は光に包まれている状態だったが、『ギンガS』の第2話では光が消えてスパークブレードやスパークリーダーの部分が青い刃に覆われているなどの形状の詳細が明らかとなり、ウルトラマンビクトリーとの初戦やエレキング（SD）戦などで使用している。ギンガストリウムでも第7話から初使用したが、ファイブキング（SDU）に弾かれてしまった。第8話では通常形態で使用し、ファイブキング（SDU）の背部の水晶体を破壊している。第10話では投擲攻撃でドラゴリー（SD）とベロクロン（SD）を行動不能にし、勝利に貢献した。ビクトルギエルに対しても飛行中に使用して一時停止に追いやったが、ダークルギエルビートに吹き飛ばされ、ライブも解除されてしまう。
- コンセプトは槍のようになったギンガスパークで、本作品最終話で登場した光の槍が実体化したようなイメージで描かれている。先端は展開したギンガスパークのイメージに変形している。劇中ではグニュっと変形することが多いため、複雑な変形ギミックをあえて付けていない。

### 必殺技・能力
必殺技使用時はヒカルが技名を叫ぶ。
ギンガサンダーボルト
右腕にイエロープラズマエナジーを集中させて電撃に変換し、上空に発生させた雷の渦から電気エネルギーを吸収して敵に向かって撃ち出す銀河に似た電撃ビーム。発動時は全身のクリスタルが黄色く輝く。サンダーダランビア（SD）を倒す。『新ウルトラマン列伝』第12話でも使用し、エレキング（SD）を倒している。
『ギンガS』ではEXレッドキング（SD）が放ったフレイムロードを相殺し、ダメージを与える。最終話でも使用し、ビクトリーのエレキングテイルによる放電と組み合わせ、ビクトルギエルにダメージを与える。『ウルトラマンX』では、グア・スペクターにダメージを与えている。『劇場版 ウルトラマンオーブ 絆の力、おかりします!』では、ウルトラマンビクトリーのビクトリウムスラッシュと同時に使用した。
ギンガファイヤーボール
レッドプラズマエナジーを解放し、無数に身体の周囲に発生させた隕石状の高熱の火炎弾を放つ。発動時は全身のクリスタルが赤く輝く。ケムール人（SD）とダークガルベロス（SD）を倒す。ダークザギ（SD）との空中戦にも使用したが、この時はかわされている。主に空中や宇宙空間を飛びながら放たれるが、『ギンガS』ではインペライザー（SD）軍団を撃破する際に地上で初使用する。劇場版『決戦！ウルトラ10勇士!!』ではエタルガーに至近距離から放つも、まったく効果がなかった。『ウルトラマンX』では、時空の歪みから現れると共にモルド・スペクターに使用している。
ギンガセイバー
ホワイトプラズマエナジーを解放し、右腕から伸ばした切っ先から形成される光の剣を地面に突き刺し、衝撃波を放って足元を大爆発させる。発動時は全身のクリスタルが白く輝く。キングパンドン（SD）を倒す。2回目の使用となったウルトラマンダーク（SD）との戦い以降の戦闘では、接近戦で光剣として使用している。
ギンガコンフォート
クリスタルからグリーンプラズマエナジーを放射し、相手の頭上から浴びせる抑制光線。発動時は全身のクリスタルが緑色に輝く。ラゴン（SD）にダークライブしてしまった千草に使用し、元の姿に戻す。『ギンガS』では、ギンガストリウムの状態で使用し、ガンQ（SD）にモンスライブさせられていたサラリーマン・吉田を解放する。
ギンガスラッシュ
頭部のクリスタルから放つパープルプラズマエナジーのカッター光線で、敵に当たると爆発する。発動時は全身のクリスタルが紫に輝く。ジャンキラーとの2回目の戦いで使い、ダメージを与える。『ギンガS』最終話ではビクトリーのビクトリウムバーンと共に放ち、ビクトルギエルにダメージを与える。
ギンガクロスシュート
L字型に組み、右腕全体から放つブループラズマエナジーの必殺光線。両腕を前方で交差させた後、S字を描くように左右に大きく広げてから腕を構え、上に上げた右肘に左手の拳を当てる構えになっているのが特徴。発動時は全身のクリスタルが青く輝く。ポーズを省略して発射することや、連射も可能。バルキー星人（SD）を倒すために初使用して以降、主に決め技として多用されている。
ギンガサンシャイン
両腕を前に突き出して速射するピンクプラズマエナジーの破壊光線。発動時は全身のクリスタルが桃色に輝く。その名の通り闇の力を消し去る力があり、闇の力を持った相手には絶大な威力を発揮する。スーパーグランドキング（SD）を内部のナックル星人グレイ（SD）もろとも打ち滅ぼし、その影響で白井に取り憑いていたダークルギエルを追い出したほか、降星小学校の時空の歪みも消し去る。『ウルトラマンX』では、モルド・スペクターに放ってダメージを与えた。
ギンガエスペシャリー
全身から一気に虹色の超光線を放つ究極技。ダークルギエルを倒す。ギンガストリウムの状態でこの技を発動すると、ギンガに加えてウルトラ6兄弟の力も加味され、さらに威力を増す。ギンガストリウムは単独で使用していないが、『ギンガS』最終話ではビクトリーのビクトリウムエスペシャリーをこの技と共に放つコスモミラクルエスペシャリーで、ビクトルギエルを倒している。
ギンガハイパーパンチ
プラズマエネルギーを腕に集中させ、敵に強烈なダメージを与える強力パンチ。
ギンガハイパーキック
敵めがけて素早く繰り出す強力な空中キック。ストレートや回し蹴りなどのバリエーションがある。
ギンガハイパーチョップ
プラズマエネルギーを漲らせて鋭く振り下ろして敵の気力を殺ぐ強力な手刀。
ギンガハイパーフライ
やや両腕を開いて空中を飛行する。速度は測定不能とされ、宇宙空間での飛行も可能である。
ギンガハイパーバリアー
手を前方に出してプラズマバリアーの防御幕を体の前面に展開し、攻撃を無効化させる。サンダーダランビア（SD）の電撃を無効化するほか、スーパーグランドキング（SD）には光線を無効化しつつそのまま押し返して逆にダメージを与えている。ダークルギエルの光弾はエネルギーが減少していく状態だったこともあり、無効化できていない。
ギンガハイパースロウ
両腕に漲る怪力を活かした攻撃で、4万トンの体重を持つ怪獣をも楽に持ち上げて投げ飛ばす。
分身能力
無数に自身の分身体を発生させ、敵を混乱させた隙に攻撃を仕掛ける。第7話では、分身幻影で幻惑しようとしたダークガルベロス（SD）に対して分身を使用し、無数の分身を生み出して逆に混乱させる。
意識侵入能力
カラータイマーから放つ光線によって相手の意識の中に侵入し、説得したり怒りを鎮めたりする際に使用する能力。第10話では、ヒカルをスーパーグランドキング（SD）にダークライブした美鈴の意識の中に送り込む。ただし、ヒカルが戻って来るまではまったく動けず、無防備となってしまう。
ギンガファイヤーセイバー
『ウルトラマンフェスティバル2014』で使用。炎をまとった剣を振るう。発動時は全身のクリスタルが真っ赤に輝く。腕から出ているギンガセイバーとは異なり、こちらは剣を手に持って使う技となっている。
ギンガビクトリーアルティメイタム
『劇場版 ウルトラマンオーブ 絆の力、おかりします!』で使用。ギンガのギンガスパークランスとビクトリーのシェパードンセイバーから合体光線を放つ。
その他の能力
第6話では、ジャンキラーの頭部に拳をすり抜けさせ、コックピット内にあった友也のダークダミースパークを握り潰す。
上記のほか、劇場スペシャルでダークザギ（SD）と激しい戦いを繰り広げながら世界各地を飛び回ったテレポーテーション能力や、ダークザギやダークルギエルに対して使用した青い光を纏う超高速移動などの移動能力を持つ。

### 本作品以降に登場する形態
- ウルトラマンギンガストリウム
- ウルトラマンギンガビクトリー
- ウルトラマンレイガ

### 関連する能力を持つ戦士
ウルトラマンオーブ オーブトリニティ
ウルトラマンオーブ ライトニングアタッカー
ウルトラマンオーブ メビュームエスペシャリー
ウルトラマンジード ギャラクシーライジング

## 登場怪獣・宇宙人・戦士
ジャンナイン / ジャンキラー
一条寺友也が操縦するロボット。普段はジャンスターの状態で宇宙空間に浮遊しており、友也の指令に呼応して呼び出される。目から放つ光線で友也をコックピットに転送する。
操縦方法はジャンボットと同じだった『キラー ザ ビートスター』時と異なり、専用アイテム・ガンパッドを使って行う。また、背面に展開させたキャタピラを用いて仰向けでの地上の高速走行を行ったほか、飛行形態の空陸戦闘メカ・ジャンスターも初めて披露した。さらに、自己修復能力も持つことが判明している。これまでと異なり言葉を一切発しないが、ガンパッドを介して友也へ英文でメッセージを送ったことがある。
当初はダークダミースパークの影響でジャンキラーとして登場する。第4話で初めて姿を現し、不意打ちだったとはいえこれまで無敗だったウルトラマンギンガに反撃の隙を一切与えず、活動限界に追い込んで勝利する。第5話では宇宙空間でギンガと対決し、互角の戦いを繰り広げた後、またしても活動限界に追い込んで勝利する。その際、友也の考えの変化からライブが解除されたヒカルを助けたが、この行動が異形の手のモノの怒りを買い、その直後に送り込まれたティガダーク（SD）に攻撃され、撤退する。第6話ではヒカルの提案でギンガと三度直接対決し、ギンガにダークダミースパークを握り潰され、機能停止した。その直後に繰り広げられたギンガとティガダーク（SD）、バルキー星人（SD）の戦いの中、友也の涙に呼応する形でジャンナインとして覚醒し、ギンガに加勢してティガダーク（SD）を倒した。以後、友也共々ギンガと共闘していくようになる。
『劇場スペシャル』ではタイラント（SDU）をヒカルがウルトライブしたウルトラマンティガ（SD）と共に倒す活躍を見せたが、ダークザギ（SD）には敵わず、自己修復に時間がかかるほどのダメージを負ってしまったため、後期では第9話まで参戦できなかった。第10話でのスーパーグランドキング（SD）戦では他のウルトラ戦士たちが倒されていく中でもギンガをサポートしたが、大きなダメージを負ったらしく最終話での最終決戦には参戦できなかった。決戦後は友也に「GOODBYE FRIENDS」のメッセージをガンパッドで伝え、ギンガと共に宇宙へ帰って行った。

- スパークドールズは第7話で登場。第6話の初期プロットではヒカルがウルトライブする予定であった。
- コックピットのセットはジャンボットのものを流用する予定であったが、すでに廃棄されていたため、新しいものが急造された。
- 続編『ウルトラマンギンガS』でも登場させる案が存在した。

### 異形の手のモノと闇のエージェント
異形の手のモノ
多くのスパークドールズが並べられた不気味な部屋に潜む謎の存在。ギンガスパークと対になるダークスパークの持ち主。その名の通り、劇中には青黒い不気味な腕しか登場しない。スパークドールズからライブした宇宙人を闇のエージェントとして活動させ、時には闇のウルトラ戦士を自ら刺客として送り込んでいた。エージェントたちからは「偉大なる支配者様」や「闇の支配者」と呼ばれ、絶対忠誠を誓わせているため自らの秘密を話そうとする者は容赦なく粛清する。体から強い波動を発しており、近くにいる時はタロウもその存在を認識できていた。
その正体は、ダークスパークを手にした白井がダークルギエルに憑依された姿であり、腕以外の姿は彼女のものである。ただし彼女自身にその自覚は全くない。第9・10話でホツマにその事実を見破られ、ギンガサンシャインの影響もあって一度は白井から分離されたかに見えたが、最終話で再び彼女を支配し、時空の歪みが解消された降星小学校を訪れた卒業生たちのマイナスエネルギーを吸い取り力を奪った上で、遂にダークルギエルとして完全復活を遂げる。
- 異形の手のデザインは、正体であるダークルギエルのデザインとは別に描かれている。共通項として赤い発光部分を入れている。

ダークルギエル
最終話「きみの未来」および『ウルトラマンギンガS』第14話「復活のルギエル」、最終話「明日を懸けた戦い」、『劇場版 ウルトラマンギンガS 決戦!ウルトラ10勇士!!』に登場。
太古の昔、ダークスパークウォーズにおいて数々のウルトラマン・怪獣をスパークドールズへと変えた、全ての元凶たる存在。全宇宙の生命体をスパークドールズに変えてその時間を奪い、宇宙の時間を制止させ、平穏なる『永遠の楽園』を築くことが目的。だがあくまで「幸福の中での停止」「争いは消え憎しみは失い老いることもなく死を恐れる必要もない」と善意による停止を主張している。ウルトラマンギンガとは対を成し、かつ元は同一の存在でもあり、生命に意義や価値を見出せず、「永遠の命＝後世へ受け継がれていく命の繋がり」を信じたギンガの光を受け入れられずに分裂した影こそが彼の正体である。「ギンガの影」や「暗黒面のギンガ」とも呼ばれる。そのためか声色もギンガに酷似しており、鎧を着込んだ黒いウルトラマンのような容姿を持ち、ダークスパークランスを武器として使用するほか、胸の赤い発光体からは強力な暗黒光弾・ダークルギエルビーム、全身からは全エネルギーを込めた赤い暗黒光線・ダークルギエルシュートを放つ。
ダークスパークウォーズのイメージシーンでは超巨大な影として登場し、ウルトラマンギンガと戦っていた。この戦いで力を失ったため、その身をダークスパークに宿し銀河神社へと墜落するように地球へ飛来。その際ダークスパークを手にした白井の記憶と意識を支配し、道を踏み外した降星小学校の卒業生たちを怪獣にダークライブさせることでマイナスエネルギーを吸収し力を蓄え、最終的に白井にダークスパークの力を解放させることで完全復活を果たす。
復活直後に降星小の校舎を破壊し、現れたギンガも変身中に不意打ちを仕掛けて巨大化を妨害した上で軽くあしらい、力を奪った末に倒してしまう。その後地球にいる全ての生命の時間を止めようとしたが、希望を捨てなかった卒業生たちや、かつての生徒たちを守ろうとした白井の抵抗により失敗。そして本来の姿を取り戻し巨大化したタロウと対決し、勝利するもののギンガの復活を許してしまう。最終的に巨大化したギンガと月面で激しい対決を繰り広げた末、ギンガエスペシャリーとダークルギエルシュートの激突に押し負けて倒され、ダークスパークも消滅した。
だがその1年後、この強大な力を狙ってチブル星人エクセラー（SD）が地球に眠る物質・ビクトリウムを用いて復活させようとしており、それからさらに1年後、月面にて徐々に肉体を再生させて、ついに再復活する。エクセラーによって地球に放たれ、特捜チーム・UPGの基地ライブベースと融合し、究極の生命体・ビクトルギエルへと変貌を遂げる。当初は自身の意思までは復活しておらずエクセラーに操られた状態となっていたが、後に意思も取り戻し幻影として出現し、用済みとなったエクセラーも粛清して完全復活を果たした。マナを翻弄し、そしてビクトルギエルを操りギンガとビクトリーを倒すと再び全ての生命の時を止め『永遠の楽園』を築くことを宣言するが、ビクトリアンの協力により復活したギンガとビクトリーにビクトルギエルを倒され、自らも再び消滅した。
『決戦!ウルトラ10勇士!!』では、エタルガーが雫が丘の人々の心から生み出したエタルダミーとして登場。現れたウルトラマンギンガビクトリーを遥かに上回る巨大な姿で攻撃するが、ギンガビクトリーブレイカーの一撃で倒される。
- デザインコンセプトは「悪のギンガ」で、ギンガと同様の部分に発光パーツを付けている。イメージはピエロで、十字のバッテンで顔を表現している。キャラクターのイメージには『ウルトラマンネクサス』で未登場に終わったダークルシフェルの要素も取り入れられている。ウルトラマンベリアルがシンプルにまとめられたキャラクターのため、ゴテゴテした感じを意識している。
- 『ギンガ』の時点では正体が明確でなかったが、『ギンガS』シリーズ構成の中野貴雄がギンガとルギエルのソフビを見て容姿の類似性に気づいたことから、対の存在であるという設定が設けられた。

宇宙海人 バルキー星人（SD）
異次元宇宙人 イカルス星人（SD）
暗殺宇宙人 ナックル星人グレイ（SD）
サーベル暴君 マグマ星人（SD）

### 歴代のウルトラ戦士
ウルトラマンタロウ（SD）
ウルトラ兄弟の6番目で、ウルトラの父と母の実子。
他のウルトラ戦士とともにスパークドールズに変えられたが、両親や他のウルトラ兄弟たちが庇ったことにより闇の波動の直撃を避けられたため辛うじて自我を残しており、会話やある程度動くことができるほか、ウルトラ念力や瞬間移動を駆使する。降星町でスパークドールズやギンガスパークの謎を調べている中でヒカルと美鈴に出会うが、なぜかギンガスパークでもウルトライブができず、ヒカルのサポート役に徹することになる。元の姿に戻れないことを「早く大きくなりたーい」と嘆くなどコミカルな一面も見せる。千草とホツマからは「さん」付けで呼ばれている。
第3話の一件で体力を消耗した隙に友也に捕らえられてしまうが、その中で彼が抱く憎しみを見抜き、第5話終盤で解放された後は自らが幼い時の出来事を語って彼を諭す。第9話においてウルトラマンダーク（SD）とウルトラセブンダーク（SD）を目の当たりにした時は、自分のせいでウルトラ兄弟が闇に堕ちたと悔やむ場面もある。
しかし最終話では、自身が庇われた理由が「人々の希望となる」ことであると気付き、ギンガがダークルギエルに敗れても希望を捨てなかった降星小学校の卒業生たちが生み出したギンガライトスパークの力で遂に本来の姿を取り戻し、超巨大化してルギエルと対決する。一瞬の隙を突いてギンガにエネルギーを分け与え、自らの敗北と引き換えに復活させた。ダークスパークの力でスパークドールズに戻されるが、ギンガによってルギエルが倒された後、ヒカルたちに感謝の言葉を告げて他のスパークドールズと共に宇宙へ帰って行く。
ウルトラマンティガ（SD） / ティガダーク（SD）
ウルトラの父
ウルトラの母
ウルトラマン（SD）

ウルトラマンダーク（SD）
第8話「奪われたギンガスパーク」、第9話「漆黒のウルトラ兄弟」に登場。
ウルトラマンのスパークドールズがダークライブされた姿。体色が赤と黒を基調としたものに変化しているほか、声も低くなっている。戦闘力はオリジナルと全く同じであり、闇の力で赤黒くなったダークスペシウム光線やダークウルトラスラッシュを使用する。
石動誠一郎がウルトラマンダーク（SD）にダークライブし、ザラガス（SD）を倒したばかりのギンガの前に突如出現する。状況に応じてウルトラセブンダーク（SD）と使い分けることでギンガを苦しめたが、最終的にウルトラセブンダーク（SD）の敗北に連動してライブが解ける。その後スパークドールズはヒカルの元に渡っている。
- 演出にはにせウルトラマンが意識されている。
- スーツは、本作品より前には公演の銀座博品館劇場『ウルトラヒーローバトル劇場 第12弾』において登場したウルトラマンガイストとして使用されている。

ウルトラセブン（SD）
ウルトラセブンダーク（SD）

## 登場アイテム・劇中用語
スパークドールズ
ダークスパークによって全てのウルトラ戦士と怪獣が約14センチの人形へと変えられた姿。ヒカルは一部例外こそあるが、基本的に倒した相手が使用したスパークドールズを回収して使用している。
タロウを除いて自我は持っておらず、使用する人間によって善悪が決定されるという中立の存在である。それはウルトラ戦士も例外ではなく、ダークライブされれば悪しき姿となって出現する（リードされた時の音声もダークライブ時の姿の名称になる）が、スパークドールズに戻ると元の姿に戻る。
最終話でダークルギエルとダークスパークが消滅しても呪縛自体は解けず、そのまま全ての人形が宇宙に帰ったがマグマ星人（SD）のように取り残されたものもあった。また、ウルトラマン（SD）やウルトラマンティガ（SD）は番外編にて健太と千草の元にギンガライトスパークと共に出現した。
『ギンガS』にてビクトルギエルが倒されたことによってスパークドールズの呪縛が解けたことが『新ウルトラマン列伝』第90話で語られているが、全てのスパークドールズの呪縛が解けたわけではないらしく、ギンガやビクトリーが変身に用いるスパークドールズ、ビクトリーがウルトランスに使用するスパークドールズはそのまま残っている。また、死亡したシェパードンの魂から生まれたクリスタルスパークドールズ（その名の通りカラーが半透明になっている）のように、特殊な事情で生まれたスパークドールズも存在する。
公式サイトでは使用されていないが、スパークドールズで登場した怪獣や戦士の名称には、区別のためSD（スパークドールズ）が付く。
- 仮面ライダーシリーズのようにカードやUSB型のコレクションアイテムであれば、サイズ間や形状をプランニングの段階で調整できるため可能となっているが、コレクションアイテムがソフビであるとキャラクターによってサイズ感や形状がまちまちのため、根本的に難しかったが、特殊なコードを印刷したシールをソフビに貼るという手法となった。
- ソフビの素材は、ライブサインのシールが定着しづらいもののため、はがれにくいように透明のエポキシ樹脂でコーティングされている。当初は子供が足裏のシールを剥がしてしまうことからライブサインが読めなくなるということが多かったという。また、マグマ星人のソフビはライブサインの識別コードと同様のカーボン素材がボディ表面に使用されていることから、誤作動を起こすことが多かったという。
- 後続の作品である『ウルトラマンX』にもスパークドールズが登場するが、設定や背景が一新されている。

ライブサイン
スパークドールズの左足裏に描かれているマーク。ウルトラ戦士のものは赤く、怪獣のものは黄色や青、紫色のものがある。ライブを行うにはこれをリードする必要がある。銀河神社の紋章にも使われている他、『ギンガS』では特捜チーム・UPGのエンブレムにも描かれているなど、本作品を象徴するマークとして随所で使用されている。また、ウルトラマンビクトリーやウルトラマンエックスのライブサインはそれぞれデザインが異なる。
ダークスパーク
全てのウルトラ戦士と怪獣をスパークドールズへと変えた、恐るべき闇のスパーク。異形の手のモノ（ダークルギエル）が所持。タロウによると「生命ある者の時間を止める」道具であるという。
ギンガスパークと対になる存在で、外見も基本的な機能も同じだが色が黒く、ライブ時の発声が「ウルトライブ」ではなく「ダークライブ」になっており、声も低い。また、先端から相手をスパークドールズへと変えてしまう闇の波動を放つことができる。
召喚モードに相当する解放モードは人間と一体化させずともスパークドールズを元の姿に戻せるため、自らの手先となるエージェントや刺客を送り込む際に使用される。変身モードに相当する復活モードでは、ダークルギエルの顔を模したダークスパークフェイスが出現する。ギンガスパーク同様、ダークスパークウォーズのイメージシーンではルギエルが手持ち武器として使用し、最終話でも槍状のダークスパークランスに変形させてギンガとの戦いに使用した。
最終的にルギエルが倒されたことによって砕け散って消滅したが、このダークスパークの破片を元に、チブル星人エクセラー（SD）が人工スパーク・チブルスパークを開発した。
ダークダミースパーク
バルキー星人（SD）ら闇のエージェントが悪意に染まった人間たちが持つダークな心から生み出す闇のスパーク。ダークスパークと同様の外見と機能を有しているが、色は紫色でやや透き通っており、常に召喚モードをとる。これを手にした者は悪の心に支配され、スパークドールズと併用することで凶悪な怪獣となって暴走する。『劇場スペシャル』では、複数のスパークドールズをリードして「合体!タイラント!」の発声と共にタイラント（SDU）に合体させる機能を見せた。
ダークライブした怪獣が倒された際にダークダミースパークがどうなるのかは不明だが、ダークダミースパークを手にした者が説得などを受けて正気を取り戻すと消滅する。
ギンガライトスパーク
第8話で美鈴がギンガスパークを盗まれ変身不能に陥ったヒカルを救いたいと銀河神社の祠に願った時に現れた、清き心の持ち主が持つギンガスパークの分身体。後に第10話で美鈴を救おうとした健太、千草、石動の前にも現れたほか、最終話ではダークルギエルの絶大な力にも屈しなかった卒業生たちの元にも出現、全員でライブすることでタロウを復活させた。番外編でも、ヒカルや友也の力を借りずとも悪に立ち向かおうと奮起した健太と千草の元に再び出現している。
外見や機能はギンガスパークと同様だが色が青で、ダークダミースパークと同様にやや透き通っており、常に召喚モードをとる。変身ポーズはギンガスパークとほぼ同様。
『新ウルトラマン列伝』第26話で、ヒカルは「光のダミースパーク」と呼んでいた。
ガンパッド
友也が所有している、ジャンナイン/ジャンキラーの操縦装置。タブレット端末型のPADモードと拳銃型のガンモードの2形態を取る。
画面に映るアイコンをタッチすることで、対応するコマンドを送信する。これにより、ある程度の遠隔操作も可能。射撃攻撃のコマンドはガンモードで照準を定めて行う。PADモードは平時の情報収集端末、ガンモードは光弾を放つ護身用武器として使用することもできる。ジャンナインに覚醒してからは、操作時にコマンドに応じた音声が発声されるようになったほか、PADモードの上部に英文でメッセージが表示される。また、データフォルダ内には全てのウルトラ怪獣やウルトラマンの情報が蓄積されており、最終話以後、友也はこれをもとに怪獣の研究に没頭している。『ギンガS』でも引き続き所有しており、アンドロイド・ワンゼロが残したレプトン爆弾の解除にも使用されたが、その出自はUPGのメンバーも知らないようである（友也は聞かれた際「大切な仲間との絆」と答えている）。
ジャンナインのジャンスターダスト発動時には、ジャンナインの手にも巨大化したガンパッドが実体化し、友也の動きに連動して光弾を放つ。また、『ギンガS』では最終話で友也自身がジャンスターダストを使用している。
- デザインイメージは「防衛隊のアイテム」で、デザインモチーフはタブレットPC。

ライブパッド
劇場スペシャル第2弾に登場。友也が仮想空間内でのウルトライブシミュレーションのために開発したタブレットで、付属するタッチペンでスパークドールズをリードするとデータを見たり、ウルトライブの疑似体験を行うことが可能。
ウルトライブ / ダークライブ
スパークドールズを使用してギンガを始めとするウルトラ戦士や怪獣と一体化し変身すること。スパークドールズから実体化していれば宇宙人でも可能。ギンガスパークやギンガライトスパークで行われるものはウルトライブ、ダークスパークやダークダミースパークで行われるものはダークライブと呼ばれ、総称として単にライブとも呼ばれる。
ライブ中はウルトラ戦士の掛け声・怪獣の鳴き声とは別にライブした人間の声も出る（その際は強いエフェクトがかかる）。また、一体化した人間は実体化したウルトラ戦士や怪獣の内部に乗り込んでいるような描写がなされており、一体化できる人間は1体につき1人とは限らず、ギンガスパークなど一体化時に所持していた物品とも一体化する。そのため、ライブ中に別のスパークドールズを使用しライブして姿を変えることも可能（その際、前に使用していたスパークドールズと分離する）。ウルトライブしたヒカルは他の怪獣とライブした人間を認識できるが、ジャンキラーの搭乗者は一体化するわけではないためか認識できなかった。
ライブした怪獣が倒されると一体化が解除されて人間とスパークドールズに戻る。ライブした人間は大きなダメージ（多くはとどめとなったギンガの技のそれに応じたものであることが多い）こそ受けるものの死ぬことはなく、スパークドールズにはダメージが及ばない。宇宙人がライブしていた場合は倒されると同時に一体化していた怪獣共々スパークドールズに戻ってしまう場合がある。
怪獣へのライブには特に時間制限がないが、ウルトラマンのみ3分間という時間制限が存在する。『ギンガS』第15話でのタロウの発言によると、この時間制限は「人間がライブできる限界」とのこと。しかし同話では、ヒカルの提案でギンガとビクトリーがライブ解除後少し休んでから再ライブという行動を交互に行い活動限界を補うという作戦が取られた。
降星町（）
ヒカルの生まれ故郷であり、本作品の舞台となる地方都市。
銀河神社
ヒカルの祖父・ホツマが神主を務める神社。物語開始の1か月前に隕石落下によって焼け落ちたため、以後は祠を降星小学校の音楽室に移している。その紋章はスパークドールズのライブサインそのものであり、祠に描かれているものは美鈴などの願いに呼応して輝き、ギンガライトスパークを生み出した。
私立降星小学校
ヒカルたちが在籍していた小学校で、現在は廃校となっている。一の谷建設がこの校舎を取り壊して複合型リゾート地とすることを計画しており、白井がヒカルたちに黙って1人それに抵抗し続けていた。学校の音楽室に銀河神社の祠が置かれており、ヒカルも職員室にテントを張り寝泊りしている。敷地の近くには非常に大きな裏山・降星山が存在し、戦いはもっぱらここで人目につかない形で行われるため、一般にはウルトラマンや怪獣の存在が認知されていない。
第7話からは、時空の歪みが発生し敷地内にいたヒカルたちが校内に閉じ込められる事態に陥り、外部からは校舎が消えたように見えていたらしい。第10話・最終話で時空の歪みが解消されてからは、黒木がリゾート開発の撤回を検討し始めるが、直後に完全復活を遂げたダークルギエルにより跡形もなく破壊される。
降星小学校の場面では、ところどころにオーギュスト・ロダンの「考える人」が登場している。
ダークスパークウォーズ
1,000年前に遥か銀河彼方でウルトラ戦士と怪獣軍団とで起こった大きな戦い。この時にダークルギエルが振るったダークスパークの闇のエネルギーの力により、全てのウルトラ戦士と怪獣がスパークドールズに変えられてしまった。
その様子は第1話や第7話などのイメージシーンで描かれており、ウルトラの父・母やウルトラ6兄弟、レオ、ティガ、ダイナ、メビウスといったウルトラ戦士や、ゴメス、ベムラー、ヒドラ、ゼットン、キングパンドン、サドラ、テンペラー星人、ファイヤーゴルザといった怪獣が登場している。

## キャスト

### レギュラー・準レギュラー
- 礼堂ヒカル - 根岸拓哉
- 石動美鈴 - 宮武美桜
- 渡会健太 - 大野瑞生
- 久野千草 - 雲母（きらら）
- 一条寺友也 - 草川拓弥
- 白井杏子 - 木野花
- 礼堂ホツマ - 津川雅彦
- 柿崎太一 - 宇野祥平
- 大里剛 - 虎牙光揮（7,8,10,11）
- 桑原伸吾 - 阿部翔平（7,8,10,11）
- 黒木知美 - 川上麻衣子（7 - 11）
- 石動誠一郎 - 野村宏伸（7 - 11）

### ゲスト
- 山田 - 金山一彦（1,2,11）
- 木村 - 兒玉宣勝（1,2,11）
- 婦人 - 安室満樹子（1）
- 子犬 - グリちゃん（1）
- 矢神 - 黒石高大（2,11）
- 小学2年生のヒカル - 安井亜漣（2）
- 小学2年生の美鈴 - 宮坂美里（2）
- 菅生ユウカ - 深華（3,11）
- カメラマン - 宮下貴浩（4）
- カメラマン助手 - 杉山裕右（4）
- 雑誌のグラビア - 天野麻菜[注釈 33]（4）
- 一条寺雅也 - 並樹史朗（5,6）
- 降星小学校卒業生 - 植村恵、みむらえいこ、中山さおり（11）
- マグマ星人人間態 - 田久保宗稔（番外編）
- ネコギラス[注釈 34] - 出口ジャック（番外編）

### 声の出演
- ウルトラマンタロウ - 石丸博也 / 少年時代 - 松本健太（6）
- ウルトラマンギンガ / ダークルギエル[注釈 35] - 杉田智和
- バルキー星人 - 橋本達也（1 - 6,番外編）
- 警察無線 / マグマ星人 - 外島孝一（3 / 番外編）
- DJ・アズ - 八木あずさ（4）
- ウルトラの母 - 大谷美紀（6,11）
- ナックル星人グレイ - 平野勲人（7 - 10[注釈 36],番外編）
- ウルトラの父 - 金子はりい（11）
- イカルス星人 - 関智一（番外編）
- ギンガスパーク音声 / ダークスパーク音声 - 川原慶久（ノンクレジット）[53]

### スーツアクター
- ウルトラマンギンガ - 寺井大介[2]
- ジャンナイン / ジャンキラー - 桑原義樹[2]
- 梶川賢司
- 力丸佳大
- 末永博志
- 福島龍成
- 大村将弘
- ウルトラマンティガダーク、ウルトラセブンダーク - 岩田栄慶[54]
- 新井宏幸
- 岡部暁
- 丸田聡美
- 福島弘之
- 横尾和則
- 矢﨑大貴
- 湯原愛子
- 安達仁美

### その他
- バイクスタント - 田邊秀輝（2）
- スタント - 福島龍成（2）、川手利文（4）
- ボディダブル（白井 役） - 眞田惠津子（10）

## スタッフ
- 監修 - 大岡新一
- 製作統括 - 岡崎聖
- 企画 - 黒澤桂、片野良太、仲吉治人、山西太平
- チーフプロデューサー - 北浦嗣巳
- プロデューサー - 金光大輔
- ラインプロデューサー - 小山信行
- 企画協力 - 渋谷浩康
- 音楽プロデューサー - 田靡秀樹
- 音楽 作・編曲 - 小西貴雄
- オーケストラ編曲 - 原文雄
- 番組担当 - 吉野文（テレビ東京）、斎藤朋之
- 番組宣伝 - 野口かず美（テレビ東京）、井上裕子（テレビ東京）、徳田良平
- 音楽協力 - テレビ東京ミュージック
- シリーズ構成・脚本 - 長谷川圭一
- 脚本 - 谷崎あきら、荒木憲一、赤星政尚、足木淳一郎[注釈 37]
- 監督 - アベユーイチ、原口智生、梶研吾、石井良和、村上裕介[注釈 38]
- 撮影 - 高橋義仁
- 照明 - 田村文彦
- 美術 - 木場太郎
- 録音 - 金子義男
- 操演 - 根岸泉
- 助監督 - 石井良和、冨田卓
- 編集 - 矢船陽介
- 視覚効果監修 - 泉谷修
- VFXディレクター - 吉澤一久
- スクリプター - 山内薫、内田智美
- キャスティング - 空閑由美子、島田和正
- ヘアー・メイク - 岡野千江子、岩部杏子
- アクションコーディネイト - 岡野弘之
- キャラクターデザイン - 後藤正行
- 画コンテ - 橋爪謙始、西川伸司、酒井豊、相馬宏允
- タイトルロゴデザイン - 竹内純
- 千草振付け - あらい梨紗
- メイキング - 島崎淳
- 特殊造型 - 潤淵隆文、品田冬樹、伊藤伸朗、山部拓也、亀田義郎、開米敏雄、橋本琢、田原俊
- キャラクターメンテナンス - 宮川秀男、福井康之
- オープニング映像・「スパークドールズ劇場」スタッフ
  - 演出 - 村上裕介
  - 撮影 - 野澤啓
  - 照明 - 河原真一
  - 協力 - VISTA
- 声優協力 - ぷろだくしょんバオバブ、アトミックモンキー、オフィスPAC、俳協
- カースタント - 高橋レーシング
- ミニチュア - マーブリング・ファインアーツ
- 特機 - 宗特機
- 技術協力 - IMAGICA
- VFX - 日本エフェクトセンター、Pagoda,LLC、クロフネプロダクト
- 音響効果 - スワラプロダクション
- 特撮スタジオ - 日活調布撮影所
- ロケ協力 - 多摩市、たまロケーションサービス
- 連載協力 - 講談社、小学館
- 「ウルトラマンギンガ」製作委員会
- 製作・著作 - 円谷プロダクション

## 主題歌
主題歌
「Legend of Galaxy 〜銀河の覇者」（1番：前期 / 2番：後期・番外編ソフト版）
作詞・作曲 - 高見沢俊彦 / 編曲 - 高見沢俊彦 with 本田優一郎 / 歌 - Takamiy with 宮野真守
なお、『新ウルトラマン列伝』での見逃し配信では本曲が使用されていたが、dTVなどにおける放送終了後の配信では、主題歌が「ウルトラマンギンガの歌」に差し替えられており、『新ウルトラマン列伝』のロゴもなくなっている。これは、チャンネルNECOにおける再放送でも同様の措置が取られている。
「ULTRA BRAVE」（番外編放送版）
作詞 - DAIGO / 作曲 - 高見沢俊彦 / 編曲 - 高見沢俊彦 with 本田優一郎 / 歌 - DAIGO with Takamiy
エンディングテーマ
「Starlight」（1番：前期・番外編 / 2番：後期）
Lyric & Music & Arrangement - 丸山真由子 / 歌 - ウルトラ超特急
挿入歌
「ウルトラマンギンガの歌」（第1話 - 第3話・第6話・第7話・第10話・最終話・番外編）
作詞 - 田靡秀樹、岡崎聖 / 作・編曲 - 小西貴雄 / Guitar - 井上裕治（girl next door）
歌 - ボイジャー（TAKERU / 瀬下千晶）、千紗（girl next door）、マリア春菜、竹内浩明、根岸拓哉、宮武美桜、大野瑞生、雲母、草川拓弥
「夏の風 秋の風」（第4話・番外編）
作詞 - マリア春菜 / 作・編曲 - 小西貴雄 / オーケストラ編曲 - 原文雄 / Guitar - 井上裕治（girl next door）
歌 - 千紗（girl next door）、マリア春菜、雲母
「私立降星小学校校歌」（最終話予告編）
作詞 - 長谷川圭一 / 作・編曲 - 小西貴雄
歌 - 根岸拓哉、宮武美桜、大野瑞生、雲母、草川拓弥、マリア春菜、瀬下千晶
劇中ではオリジナル音源ではないものの、第7話と最終話で使用されている。
「ウルトラマンタロウ」（最終話）
作詞 - 阿久悠 / 作曲・編曲 - 川口真 / 歌 - 武村太郎、少年少女合唱団みずうみ

## 放送日程
- 登場キャラクター欄において、レギュラーキャラである異形の手のモノ（ダークルギエル）、バルキー星人（SD）、ナックル星人グレイ（SD）、ウルトラマンタロウ（SD）は、実戦に参加した時のみ記載している。
- 本作品のサブタイトルのロゴには、各話のサブタイトルや内容に由来するマークがどこかに入っている（例：第1話の「星」の字には「★」が入っている）。

| 話数       | 放送日         | サブタイトル           | 登場怪獣・宇宙人                                          | ギンガ以外の登場戦士                                                                                                   | 脚本       | 監督         | 新列伝放送話 |
| 前期       | 前期           | 前期                   | 前期                                                      | 前期 | 前期       | 前期         | 前期         |
| ---------- | -------------- | ---------------------- | --------------------------------------------------------- | --- | ---------- | ------------ | ------------ |
| 第1話      | 2013年 7月10日 | 星の降る町             | - ブラックキング（SD） - サンダーダランビア（SD）         | - | 長谷川圭一 | アベユーイチ | 第2話        |
| 第2話      | 7月17日        | 夏の夜の夢             | - ケムール人（SD） - サンダーダランビア（SD）             | - | 長谷川圭一 | アベユーイチ | 第3話        |
| 第3話      | 7月24日        | 双頭の火炎獣           | - ケムール人（SD） - キングパンドン（SD）                 | ジャンキラー | 谷崎あきら | 原口智生     | 第4話        |
| 第4話      | 7月31日        | アイドルはラゴン       | - ラゴン（SD） - キングパンドン（SD）                     | ジャンキラー | 荒木憲一   | 原口智生     | 第5話        |
| 第5話      | 8月7日         | 夢を憎むもの           | - ケムール人（SD） - ドラゴリー（SD）                     | - ジャンキラー - ティガダーク（SD）                                                                                    | 赤星政尚   | 梶研吾       | 第6話        |
| 第6話      | 8月14日        | 夢を懸けた戦い         | バルキー星人（SD）                                        | - ジャンキラー（→ジャンナイン） - ティガダーク（SD） - ウルトラの父（回想シーンのみ） - ウルトラの母（回想シーンのみ） | 赤星政尚   | 梶研吾       | 第7話        |
| 後期       |                |                        |                                                           | |            |              |              |
| 第7話      | 11月20日       | 閉ざされた世界         | - ダークガルベロス（SD） - ブラックキング（SD）           | |            |              |              |
| 第8話      | 11月27日       | 奪われたギンガスパーク | - ザラガス（SD） - レッドキング（SD）                     | ウルトラマンダーク（SD）                                                                                               | 石井良和   | 第22話       |              |
| 第9話      | 12月4日        | 漆黒のウルトラ兄弟     | - アントラー（SD） - ジャシュライン（SD）                 | - ウルトラマンダーク（SD） - ウルトラセブンダーク（SD） - ジャンナイン                                                 | 石井良和   | 荒木憲一     | 第23話       |
| 第10話     | 12月11日       | 闇と光                 | - スーパーグランドキング（SD） - ナックル星人グレイ（SD） | - ジャンナイン - ウルトラマン（SD） - ウルトラセブン（SD） - ウルトラマンティガ（SD）                                  | 谷崎あきら | アベユーイチ | 第24話       |
| 最終話     | 12月18日       | きみの未来             | ダークルギエル                                            | - ジャンナイン - ウルトラの父 - ウルトラの母 - ウルトラマンタロウ（SD）                                                | 長谷川圭一 | アベユーイチ | 第25話       |
| スピンオフ |                |                        |                                                           | |            |              |              |
| 番外編     | 2014年 2月26日 | 残された仲間           | - マグマ星人（SD） - ゼットン（SD）                       | - ウルトラマン（SD） - ウルトラマンティガ（SD）                                                                        | 足木淳一郎 | 村上裕介     | 第35話       |

## スパークドールズ劇場
ED後に放送されるミニコーナー。本編終了時点でヒカルが所有しているスパークドールズたちがコミカルなトークを繰り広げる人形劇で、本編の展開に応じて登場するスパークドールズの種類が増減する。
本コーナーに登場するタロウ以外のスパークドールズたちは、『新ウルトラマン列伝』登場時にスパークドールズ劇団と呼称されている。
2014年4月17日より7月3日までYouTubeのバンダイ公式チャンネルにてWeb版『スパークドールズ劇場』を配信。全6話。
登場キャラクター
この項では括弧内でのSD表記を省略し、登場エピソードを示す。
- ブラックキング
- サンダーダランビア
- ウルトラマンタロウ（1 - 3,5,6,劇場スペシャル、7 - 10）
- ケムール人（2,3,5,6、劇場スペシャル、7,9,10、劇場スペシャル2、Web1 - Web3）
- キングパンドン（3 - 6、劇場スペシャル、8、劇場スペシャル2）
- ラゴン（4 - 6、劇場スペシャル、7,8,10、劇場スペシャル2）
- レッドキング（8、劇場スペシャル2、Web3 - Web6）
- ドラゴリー（劇場スペシャル2）
- モチロン（劇場スペシャル2）
- ゾグ 第2形態（Web1）
- ベロクロン（Web2）
- バキシム（Web2）
- エレキング（Web3 - Web6）
- グドン（Web4 - Web6）
- EXレッドキング（Web4,6）
- ツインテール（Web4）
- ガンQ（Web5）
- アクマニヤ星人（Web5）
- ゼットン / ハイパーゼットン イマーゴ（Web6）

声の出演
- ブラックキング（SD） - 岸哲生
- サンダーダランビア（SD） - 松本健太
- ウルトラマンタロウ（SD） - 石丸博也（ノンクレジット）
- ケムール人（SD） - 外島孝一
- キングパンドン（SD） / ラゴン（SD） - 田中晶子

## 映画
2作品はいずれも純粋な劇場版ではなく、ODS（非映画コンテンツ）で「劇場スペシャル」と題して上映され、短い上映時間で入場料も特別価格での興行となった。
テレビシリーズの前期が終わったとしても、『新ウルトラマン列伝』ではテレビシリーズのダイジェストが放送しており、物語が中断しているが、毎週テレビでは総集編のような内容が見れ、映画館では新作を上映していることで、現在進行形で番組が進んでいるという空気感を演出するものとなった。

### 第1弾
2013年9月7日より『ウルトラマンギンガ 劇場スペシャル』が公開された。内容はテレビシリーズ6話と7話の間に位置するもので、前期6話分の総集編とそれに続く新しいエピソード。同時上映は『大怪獣ラッシュ ウルトラフロンティア DINO-TANK hunting』。
キャッチコピーは「怪獣争奪戦!行くぜギンガ!」
入場者プレゼントはデータカードダス『大怪獣ラッシュ ウルトラフロンティア』で使えるカード「バルタンバトラー・バレル」。
お祭り的な作品として「賑やかに楽しく」をテーマとし、映像面ではテレビシリーズより派手にすることが意識された。制作順はテレビシリーズよりも早く、本作品がシリーズ全体でのクランクインとなっている。脚本および画コンテの段階では、第7話として執筆されていた。

#### あらすじ（第1弾）
降星山に眠る6つのスパークドールズ（シーゴラス、ベムスター、ハンザギラン、バラバ、レッドキング、キングクラブ）が、謎の波動を発し始めた。それを感じ取ったヒカルは、仲間たちを集めて6つのスパークドールズの回収に向かう。しかし、新たな闇のエージェント・イカルス星人（SD）もそれを狙って行動し始めていたため、ヒカルたちと怪獣争奪戦を繰り広げることになる。

#### 登場怪獣・宇宙人・戦士（第1弾）
本作品で初登場した者のみ取り上げる。
異次元宇宙人 イカルス星人（SD）
暴君怪獣 タイラント（SDU）
ウルトラマンティガ（SD）
暗黒破壊神 ダークザギ（SD）

#### キャスト（第1弾）
- 礼堂ヒカル - 根岸拓哉
- 石動美鈴 - 宮武美桜
- 渡会健太 - 大野瑞生
- 久野千草 - 雲母
- 一条寺友也 - 草川拓弥
- 柿崎太一 - 宇野祥平
- 白井杏子 - 木野花
- 礼堂ホツマ - 津川雅彦

##### 声の出演（第1弾）
- ウルトラマンタロウ（SD） - 石丸博也
- イカルス星人（SD） - 関智一
- バルキー星人（SD） - 橋本達也
- 謎の声（ダークルギエル） - 杉田智和

##### スーツアクター（第1弾）
- ウルトラマンギンガ - 寺井大介
- ジャンナイン - 桑原義樹
- 福島龍成
- 梶川賢司
- ダークザギ[54] - 岩田栄慶
- 矢﨑大貴

##### その他（第1弾）
- スタント - 安達仁美
- ボディダブル（美鈴役） - 鈴木亜莉沙

#### スタッフ（第1弾）
- 監督 - アベユーイチ
- 脚本 - 谷崎あきら
- シリーズ構成 - 長谷川圭一
- 監修 - 大岡新一
- 製作統括 - 岡崎聖
- 企画 - 黒澤桂、片野良太（バンダイ）、仲吉治人（バンダイビジュアル）、山西太平（電通）
- チーフプロデューサー - 北浦嗣巳
- プロデューサー - 金光大輔
- ラインプロデューサー - 小山信行
- 企画協力 - 渋谷浩康
- 音楽プロデューサー - 田靡秀樹
- 音楽 作・編曲 - 小西貴雄
- オーケストラ編曲 - 原文雄
- 撮影 - 高橋義仁
- 照明 - 田村文彦
- 美術 - 木場太郎
- 録音 - 金子義男
- 操演 - 根岸泉
- 助監督 - 石井良和、冨田卓
- 編集 - 矢船陽介
- 視覚効果監修 - 泉谷修
- VFXディレクター - 吉澤一久
- スクリプター - 山内薫
- キャスティング - 空閑由美子、島田和正
- 衣装 - 十河誠、藤山晃子
- ヘアー・メイク - 岡野千江子、岩部杏子
- アクションコーディネート - 岡野弘之
- キャラクターデザイン - 後藤正行
- 画コンテ - 西川伸司
- タイトルロゴデザイン - 竹内純
- 音響効果 - 古谷友二
- メイキング - 島崎淳
- 特殊造型 - 潤淵隆文、品田冬樹、伊藤伸朗、山部拓也、亀田義郎、開米敏雄、橋本琢、田原俊
- キャラクターメンテナンス - 宮川秀男、福井康之
- オープニング映像・「スパークドールズ劇場」スタッフ
  - 演出 - 村上裕介
  - 撮影 - 野澤啓
  - 照明 - 河原真一
  - 協力 - VISTA
- 千草振付け - あらい梨紗
- 音楽協力 - テレビ東京ミュージック
- 声優協力 - ぷろだくしょんバオバブ、アトミックモンキー、オフィスPAC、俳協
- カースタント - 高橋レーシング
- ミニチュア - マーブリング・ファインアーツ
- 特機 - 宗特機
- 技術協力 - IMAGICA
- VFX・CG - 日本エフェクトセンター、Pagoda,LLC、クロフネプロダクト
- 特撮スタジオ - 日活調布撮影所
- ロケ協力 - 多摩市、たまロケーションサービス、富士急グループ 相模湖プレジャーフォレスト
- 連載協力 - 講談社、小学館
- 「ウルトラマンギンガ」製作委員会（円谷プロダクション・バンダイ・バンダイビジュアル）
- 配給 - 松竹
- 製作・著作 - 円谷プロダクション

#### 主題歌（第1弾）
「Legend of Galaxy 〜銀河の覇者」
作詞・作曲 - 高見沢俊彦 / 編曲 - 高見沢俊彦 with 本田優一郎 / 歌 - Takamiy with 宮野真守
エンディングテーマ「Starlight」
Lyric & Music & Arrangement - 丸山真由子 / 歌 - ウルトラ超特急
挿入歌
「ウルトラマンギンガの歌」
作詞 - 田靡秀樹、岡崎聖 / 作・編曲 - 小西貴雄 / Guitar - 井上裕治（girl next door）
歌 - ボイジャー（TAKERU / 瀬下千晶）、千紗（girl next door）、マリア春菜、竹内浩明、根岸拓哉、宮武美桜、大野瑞生、雲母、草川拓弥
「夏の風 秋の風」
作詞 - マリア春菜 / 作・編曲 - 小西貴雄 / オーケストラ編曲 - 原文雄 / Guitar - 井上裕治（girl next door）
歌 - 千紗（girl next door）、マリア春菜、雲母

### 第2弾
2014年3月15日より『ウルトラマンギンガ 劇場スペシャル ウルトラ怪獣☆ヒーロー大乱戦!』が公開された。内容はテレビシリーズの後日談にあたる。同時上映は『大怪獣ラッシュ ウルトラフロンティア VEROKRON hunting』。
キャッチコピーは「集結！新ウルトラ5兄弟!? ウルトライブ頂上決戦開幕!!!」
入場者プレゼントはデータカードダス『大怪獣ラッシュ ウルトラフロンティア』で使えるカード「マグママスター・マグナ」。
「目で見る怪獣図鑑」というコンセプトで、現代の子供たちに多くのウルトラ怪獣を知ってもらうことをテーマとしている。
第2弾の監督を務めた原口智生は当初、テレビシリーズの最終話を担当する予定であったが、第10話と最終話が連続したストーリーとなったため、元々第10話の担当であったアベユーイチが両方とも監督を務めることになり、原口は劇場スペシャル第2弾を担当する運びとなった。ストーリーも原口が起用された時点では決定しておらず、彼により物語ではなく「目で見る怪獣図鑑」というコンセプトが打ち出された。撮影に用いられたソフビや食玩などのフィギュアの多くは、原口の私物コレクションから持ち出されている。
テレビシリーズや近年のウルトラ作品では、近年の映像作品で制作された着ぐるみを登場させることが多かったが、それでは登場の幅が狭くなってしまうため、本作品では電飾を仕込むなどの改造を施し、アトラクション用の着ぐるみも多く使用されている。また、ミラクル星人の着ぐるみは『ウルトラマンタロウ』撮影当時のものが改修して使われている。
仮想空間は、バンダイ本社の会議室で撮影された。

#### あらすじ（第2弾）
友也がスケッチブックに描いていた怪獣の絵が、何らかの力でスパークドールズとなって実体化した。久しぶりに集まったヒカルと仲間たちは、これと友也が開発した装置・ライブパッドを使った「ウルトライブシミュレーション」でさまざまな怪獣にライブして楽しむ。そんな中、プログラム内に悪のウルトラ戦士たちが現れる。

#### 登場怪獣・宇宙人・戦士（第2弾）
本作品に登場するスパークドールズはオリジナルと異なるものであるため、名称にSDI（スパークドールズイミテーション）を付けて区別されている。ライブパッドによりリードを行い、ウルトライブシミュレーションのプログラム内で実体化する。
宇宙恐竜 ゼットン（SDI）
巨大魚怪獣 ゾアムルチ（SDI）
蛾超獣 ドラゴリー（SDI）
宇宙剣豪 ザムシャー（SDI）
どくろ怪獣 レッドキング（SDI）
EXレッドキング（SDI）
カプセル怪獣 ミクラス（SDI）
雪女怪獣 スノーゴン（SDI）
地底怪獣 テレスドン（SDI）
彗星怪獣 ドラコ（SDI）
宇宙忍者 バルタン星人（SDI）
コイン怪獣 カネゴン（SDI）
うす怪獣 モチロン（SDI）
奇獣 ガンQ（SDI）
宇宙悪霊 アクマニヤ星人（SDI）
エフェクト宇宙人 ミラクル星人（SDI）
古代怪獣 ゴモラ（SDI）
ゴモラ レイオニックバースト（SDI）
EXゴモラ（SDI）
メカロボット怪獣 メカゴモラ（SDI）
なまけ怪獣 ヤメタランス（SDI）
ウルトラマンタロウ（SDI）
ウルトラマンティガ（SDI）
ウルトラセブン（SDI）
ウルトラマン（SDI）
カオスロイドU（バグレー）
カオスロイドS（バグレー）
カオスロイドT（バグレー）
イーヴィルティガ（バグレー）
カオスウルトラマン（バグレー）
二次元怪獣 ガヴァドン
スパークドールズのみの登場だが、物語の根幹に関わる重要なキャラクターとなっている。

#### キャスト（第2弾）
- 礼堂ヒカル - 根岸拓哉
- 石動美鈴 - 宮武美桜
- 渡会健太 - 大野瑞生
- 久野千草 - 雲母
- 一条寺友也 - 草川拓弥
- 秘書 - 西牟田恵
- 三松としこアナウンサー - 荒木めぐみ
- インタビューを受ける男性 - 三池敏夫（ノンクレジット[57]）
- 礼堂ホツマ - 津川雅彦

##### 声の出演（第2弾）
- ウルトラマンタロウ（SDI） - 石丸博也
- ウルトラマンギンガ - 杉田智和

##### スーツアクター（第2弾）
- ウルトラマンギンガ - 寺井大介
- 梶川賢司
- 力丸佳大
- 福島龍成
- 桑原義樹
- 岩田栄慶
- 福田大助
- 新井宏幸
- 岡部暁
- 大村将弘
- 丸田聡美
- 安達仁美
- 矢﨑大貴
- 飯田祐子
- 稲庭渉

#### スタッフ（第2弾）
- 監督 - 原口智生
- 脚本 - 赤星政尚
- シリーズ構成 - 長谷川圭一
- 監修 - 大岡新一
- 製作統括 - 岡崎聖
- 企画 - 黒澤桂、片野良太（バンダイ）、仲吉治人（バンダイビジュアル）、山西太平（電通）
- チーフプロデューサー - 北浦嗣巳
- プロデューサー - 金光大輔
- ラインプロデューサー - 小山信行
- 企画協力 - 渋谷浩康
- 音楽プロデューサー - 田靡秀樹
- 音楽 作・編曲 - 小西貴雄
- オーケストラ編曲 - 原文雄
- 撮影 - 高橋義仁
- 照明 - 田村文彦
- 美術 - 木場太郎
- 録音 - 金子義男
- 操演 - 根岸泉
- 助監督 - 石井良和、冨田卓
- 編集 - 矢船陽介
- 視覚効果監修 - 泉谷修
- VFXディレクター - 吉澤一久
- スクリプター - 内田智美
- キャスティング - 空閑由美子、島田和正
- 衣装 - 十河誠、藤山晃子
- ヘアー・メイク - 岡野千江子、岩部杏子
- アクションコーディネート - 岡野弘之
- キャラクターデザイン - 後藤正行
- 画コンテ - 橋爪謙始
- タイトルロゴデザイン - 竹内純
- スケッチブックデザイン - 井野元大輔
- 音響効果 - 古谷友二
- 特殊造型 - 潤淵隆文、品田冬樹、伊藤伸朗、山部拓也、亀田義郎、開米敏雄、橋本琢、田原俊
- キャラクターメンテナンス - 宮川秀男、福井康之、田中伸明、釜下由佳、橋本聡、岩崎晋弥、星野啓太、国本司、林宏之
- 音楽協力 - テレビ東京ミュージック
- 声優協力 - ぷろだくしょんバオバブ、アトミックモンキー、オフィスPAC、俳協
- カースタント - 高橋レーシング
- ミニチュア - マーブリング・ファインアーツ
- 特機 - 宗特機
- 技術協力 - IMAGICA
- VFX・CG - 日本エフェクトセンター、Pagoda,LLC
- 特撮スタジオ - 日活調布撮影所
- 連載協力 - 講談社、小学館
- 「ウルトラマンギンガ」製作委員会（円谷プロダクション・バンダイ・バンダイビジュアル）
- 配給 - 松竹
- 製作・著作 - 円谷プロダクション

#### 主題歌（第2弾）
「Starlight」
Lyric & Music & Arrangement - 丸山真由子 / 歌 - ウルトラ超特急
挿入歌「ウルトラマンギンガの歌」
作詞 - 田靡秀樹、岡崎聖 / 作・編曲 - 小西貴雄 / Guitar - 井上裕治 (girl next door)
歌 - ボイジャー（TAKERU / 瀬下千晶）、千紗 (girl next door)、マリア春菜、竹内浩明、根岸拓哉、宮武美桜、大野瑞生、雲母、草川拓弥

## なりきりムービー
『ウルトラマンギンガ なりきりムービー』は、お子様が実際に映像に登場できるイベント限定作品。『ウルトラマンゼロ THE NEW HERO LEGEND』に続くシリーズ第2弾で、イベント毎に複数作製作されている。
2013年12月27日より開催の『お正月だよ!ウルトラマン全員集合!!』では、ブラックキングとウルトラマンギンガにウルトライブする、
2014年7月25日より開催の『ウルトラマンフェスティバル2014』では、ウルトラマンギンガストリウムverとビクトリーverの2種類が選べる。
2014年12月26日より開催の『お正月だよ!ウルトラマン全員集合!!』では、S最終回の再編集で、ギンガがビクトリーと共にビクトルギエルと戦う。
登場キャラクター
- ウルトラマンギンガ/ストリウム（お子様が変身）
- ウルトラマンタロウ(SD)
- ブラックキング(SD)（お子様がウルトライブ）
- ウルトラマンビクトリー（お子様が変身）

- サンダーダランビア(SD)（お正月だよ 2013-2014年）
- インペライザー（フェスティバル2014 ストリウムver）
- キングジョーカスタム（フェスティバル2014 ストリウムver）
- エレキング（フェスティバル2014 ビクトリーver）
- ビクトルギエル（お正月だよ 2014-2015年）

## 映像ソフト化
2013年10月25日からバンダイビジュアルよりBlu-ray DiscとDVDが順次発売される。映像特典としてメイキング映像や主要キャラクターへのインタビューを収録した『ギンガ THE LIVE!』や、同じ『新ウルトラマン列伝』内で放送されている『大怪獣ラッシュ ウルトラフロンティア』が各巻カップリング収録されている。
| 巻数                                        | 発売日          | 収録エピソード             | 大怪獣ラッシュ       | 形態             | 品番                |
| ------------------------------------------- | --------------- | -------------------------- | -------------------- | ---------------- | ------------------- |
| TVシリーズ第1巻                             | 2013年 10月25日 | 第1話 - 第3話              | REDKING hunting      | Blu-ray Disc DVD | BCXS-0787 BCBS-4559 |
| TVシリーズ第2巻                             | 11月22日        | 第4話 - 第6話              | NERONGA hunting      | Blu-ray Disc DVD | BCXS-0788 BCBS-4560 |
| 劇場スペシャル                              | 12月25日        | -                          | DINO-TANK hunting    | Blu-ray Disc DVD | BCXS-0791 BCBS-4563 |
| TVシリーズ第3巻                             | 2014年 2月21日  | 第7話 - 第9話              | ANTLAR hunting Vol.1 | Blu-ray Disc DVD | BCXS-0789 BCBS-4561 |
| TVシリーズ最終巻                            | 3月26日         | 第10話・最終話             | ANTLAR hunting Vol.2 | Blu-ray Disc DVD | BCXS-0790 BCBS-4562 |
| 劇場スペシャル ウルトラ怪獣☆ヒーロー大乱戦! | 7月25日         | 劇場本編・TVシリーズ番外編 | VEROKRON hunting     | Blu-ray Disc DVD | BCXS-0792 BCBS-4564 |